# Liste der Auszeichnungen von Jelly Roll

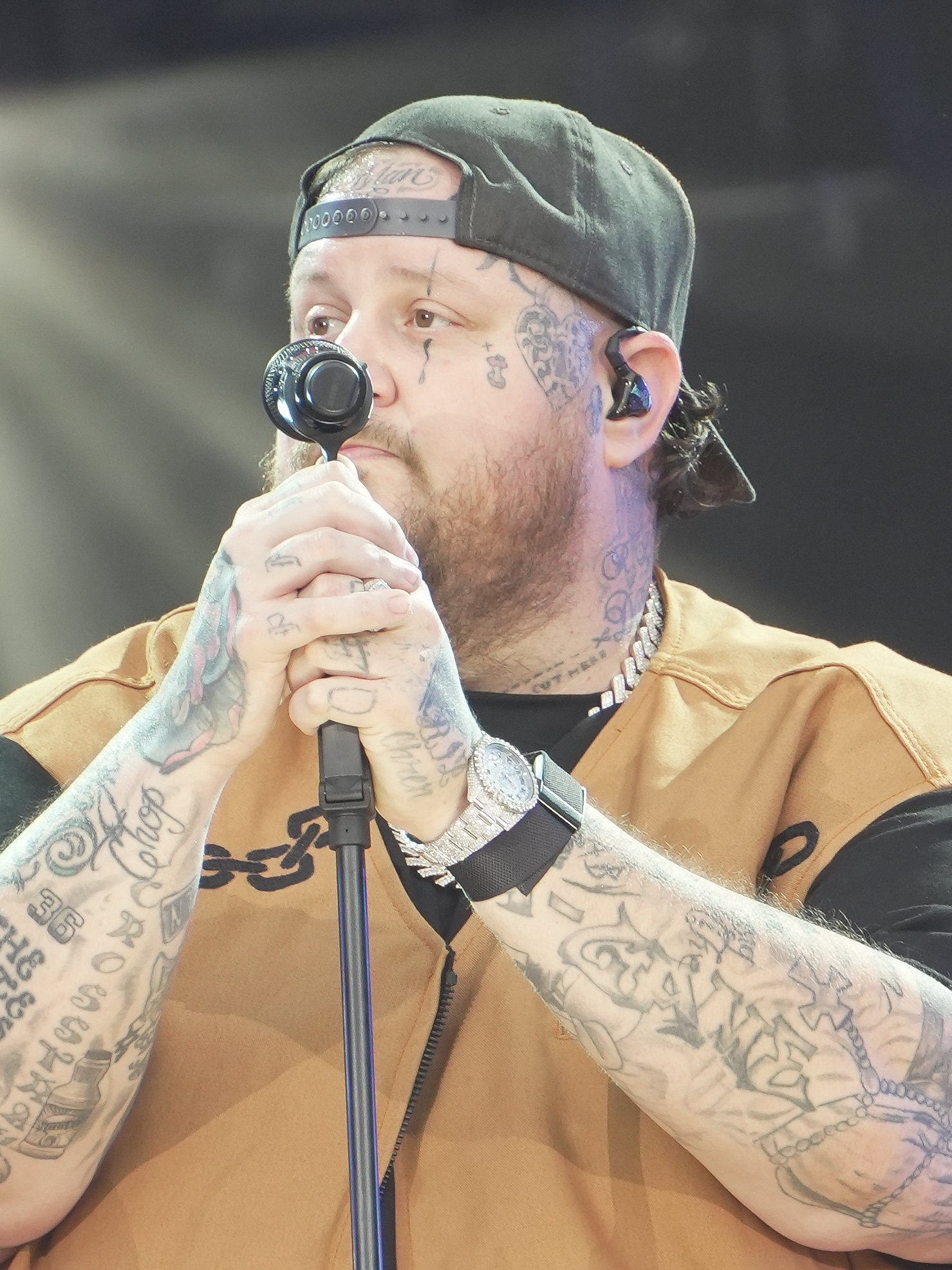
Jelly Roll (2024)

Die Liste ist eine Übersicht über die Auszeichnungen und Nominierungen des US-amerikanischen Sängers Jelly Roll. Gelistet werden sowohl Nominierungen und Auszeichnungen bei Preisverleihungen.

## Auszeichnungen

### Academy of Country Music Awards
Die Academy of Country Music Awards werden seit 1966 von der Academy of Country Music vergeben. Jelly Roll erhielt einen Preis bei sieben Nominierungen.
| Jahr | Kategorie               | für                           | Resultat  |
| ---- | ----------------------- | ----------------------------- | --------- |
| 2024 | Entertainer of the Year | Jelly Roll                    | Nominiert |
| 2024 | Male Artist of the Year | Jelly Roll                    | Nominiert |
| 2024 | Single of the Year      | Need a Favor                  | Nominiert |
| 2024 | Music Event of the Year | Save Me (feat. Lainey Wilson) | Gewonnen  |
| 2025 | Entertainer of the Year | Jelly Roll                    | Nominiert |
| 2025 | Male Artist of the Year | Jelly Roll                    | Nominiert |
| 2025 | Album of the Year       | Beautifully Broken            | Nominiert |

### American Music Awards
Die American Music Awards werden seit 1973 vergeben. Die Preisverleihung wird von der Firma Media Rights Capital produziert. Jelly Roll erhielt drei Nominierungen.
| Jahr | Kategorie                    | für                | Resultat   |
| ---- | ---------------------------- | ------------------ | ---------- |
| 2025 | Favorite Male Country Artist | Jelly Roll         | Ausstehend |
| 2025 | Favorite Country Album       | Beautifully Broken | Ausstehend |
| 2025 | Favorite Country Song        | I Am Not Okay      | Ausstehend |

### Billboard Music Awards
Die Billboard Music Awards werden seit 1990 von der Fachzeitschrift Billboard vergeben. Jelly Roll erhielt einen Preis bei sieben Nominierungen.
| Jahr | Kategorie             | für                                  | Resultat  |
| ---- | --------------------- | ------------------------------------ | --------- |
| 2023 | Top New Artist        | Jelly Roll                           | Nominiert |
| 2023 | Top Rock Artist       | Jelly Roll                           | Nominiert |
| 2023 | Top Rock Album        | Whitsitt Chapel                      | Nominiert |
| 2023 | Top Rock Song         | Need a Favor                         | Nominiert |
| 2024 | Top Song Sales Artist | Jelly Roll                           | Nominiert |
| 2024 | Top Rock Artist       | Jelly Roll                           | Nominiert |
| 2024 | Top Hard Rock Song    | All My Life (mit Falling in Reverse) | Gewonnen  |

### CMT Music Awards
Die CMT Music Awards werden seit 1967 vom TV-Sender Country Music Television vergeben. Jelly Roll erhielt sechs Auszeichnungen.
| Jahr | Kategorie                                 | für             | Resultat |
| ---- | ----------------------------------------- | --------------- | -------- |
| 2023 | Male Video of the Year                    | Son of a Sinner | Gewonnen |
| 2023 | Breakthrough Male Video of the Year       | Son of a Sinner | Gewonnen |
| 2023 | CMT Digital-First Performance of the Year | Son of a Sinner | Gewonnen |
| 2024 | Video of the Year                         | Need a Favor    | Gewonnen |
| 2024 | Male Video of the Year                    | Need a Favor    | Gewonnen |
| 2024 | CMT Performance of the Year               | Need a Favor    | Gewonnen |

### Country Music Association Awards
Die Country Music Association Awards werden seit 1967 von der Country Music Association vergeben. Jelly Roll erhielt eine Auszeichnung bei acht Nominierungen.
| Jahr | Kategorie                 | für                           | Resultat  |
| ---- | ------------------------- | ----------------------------- | --------- |
| 2023 | Single of the Year        | Need a Favor                  | Nominiert |
| 2023 | Musical Video of the Year | Need a Favor                  | Nominiert |
| 2023 | Musical Event of the Year | Save Me (feat. Lainey Wilson) | Nominiert |
| 2023 | Male Vocalist of the Year | Jelly Roll                    | Nominiert |
| 2023 | New Artist of the Year    | Jelly Roll                    | Gewonnen  |
| 2024 | Entertainer of the Year   | Jelly Roll                    | Nominiert |
| 2024 | Male Vocalist of the Year | Jelly Roll                    | Nominiert |
| 2024 | Album of the Year         | Whitsitt Chapel               | Nominiert |

### Grammy Awards
Die Grammy Awards werden seit 1959 von der National Academy of Recording Arts and Sciences vergeben und gelten als der bedeutendste Musikpreis der Welt. Jelly Roll wurde viermal nominiert.
| Jahr | Kategorie                          | für                           | Resultat  |
| ---- | ---------------------------------- | ----------------------------- | --------- |
| 2024 | Best New Arist                     | Jelly Roll                    | Nominiert |
| 2024 | Best Country Duo/Group Performance | Save Me (feat. Lainey Wilson) | Nominiert |
| 2025 | Best Country Song                  | I Am Not Okay                 | Nominiert |
| 2025 | Best Country Solo Performance      | I Am Not Okay                 | Nominiert |

### iHeartRadio Music Awards
Die iHeartRadio Music Awards werden seit 2014 vom US-amerikanischen Radiosender iHeartRadio vergeben. Jelly Roll erhielt drei Preise bei zwölf Nominierungen.
| Jahr | Kategorie                          | für                                  | Resultat  |
| ---- | ---------------------------------- | ------------------------------------ | --------- |
| 2024 | Artist of the Year                 | Jelly Roll                           | Nominiert |
| 2024 | Country Artist of the Year         | Jelly Roll                           | Nominiert |
| 2024 | Rock Artist of the Year            | Jelly Roll                           | Nominiert |
| 2024 | Best New Pop Artist                | Jelly Roll                           | Gewonnen  |
| 2024 | Best New Country Artist            | Jelly Roll                           | Gewonnen  |
| 2024 | Best New Alternative & Rock Artist | Jelly Roll                           | Nominiert |
| 2024 | Rock Song of the Year              | Need a Favor                         | Nominiert |
| 2024 | Favorite on Screen                 | Save Me                              | Nominiert |
| 2025 | Artist of the Year                 | Jelly Roll                           | Nominiert |
| 2025 | Country Artist of the Year         | Jelly Roll                           | Gewonnen  |
| 2025 | Country Song of the Year           | I Am Not Okay                        | Nominiert |
| 2025 | Rock Song of the Year              | All My Life (mit Falling in Reverse) | Nominiert |

### MTV Video Music Awards
Die MTV Video Music Awards werden seit 1984 vom Fernsehsender MTV vergeben. Jelly Roll erhielt zwei Nominierungen.
| Jahr | Kategorie          | für                            | Resultat  |
| ---- | ------------------ | ------------------------------ | --------- |
| 2024 | Best Collaboration | Wild Ones (mit Jessie Murph)   | Nominiert |
| 2024 | Video for Good     | Best for Me (mit Joyner Lucas) | Nominiert |

### People’s Choice Awards
Die People’s Choice Awards werden seit 1975 vergeben. Jelly Roll erhielt einen Preis bei zwei Nominierungen.
| Jahr | Kategorie                       | für        | Resultat  |
| ---- | ------------------------------- | ---------- | --------- |
| 2024 | New Artist of the Year          | Jelly Roll | Nominiert |
| 2024 | Male Country Artist of the Year | Jelly Roll | Gewonnen  |

### People’s Choice Country Awards
Die People’s Choice Country Awards werden seit 2023 vergeben. Jelly Roll erhielt fünf Auszeichnungen bei 13 Nominierungen.
| Jahr | Kategorie                       | für                                 | Resultat  |
| ---- | ------------------------------- | ----------------------------------- | --------- |
| 2023 | The Male Artist of 2023         | Jelly Roll                          | Gewonnen  |
| 2023 | The New Artist of 2023          | Jelly Roll                          | Gewonnen  |
| 2023 | The Album of 2023               | Whitsitt Chapel                     | Nominiert |
| 2023 | The Song of 2023                | Need a Favor                        | Gewonnen  |
| 2023 | The Music Video of 2023         | Need a Favor                        | Nominiert |
| 2023 | The Collaboration Song of 2023  | Save Me (feat. Lainey Wilson)       | Gewonnen  |
| 2024 | The People’s Artist of 2024     | Jelly Roll                          | Nominiert |
| 2024 | The Male Artist of 2024         | Jelly Roll                          | Nominiert |
| 2024 | The Social Country Star of 2024 | Jelly Roll                          | Nominiert |
| 2024 | The Song of 2024                | Wild Ones (mit Jessie Murph)        | Nominiert |
| 2024 | The Collaboration Song of 2024  | Chevrolet (mit Dustin Lynch)        | Nominiert |
| 2024 | The Crossover Song of 2024      | Lonely Road (mit Machine Gun Kelly) | Gewonnen  |
| 2024 | The Music Video of 2024         | Lonely Road (mit Machine Gun Kelly) | Nominiert |